# Шербур-ан-Котантен-1 (кантон)
Шербур-ан-Котантен-1 (фр. Cherbourg-en-Cotentin-1) (до 5 марта 2020 года назывался Шербур-Октевиль-1, фр. Cherbourg-Octeville-1) — кантон во Франции, находится в регионе Нормандия, департамент Манш. Входит в состав округа Шербур.

## История
Кантон образован в результате реформы 2015 года.
2 марта 2020 года указом № 2020-212 кантон переименован в Шербур-ан-Котантен-1. .

## Состав кантона с 22 марта 2015 года
В состав кантона входят северные и западные кварталы города Шербур-ан-Котантен.

## Политика
С 2021 года кантон в Совете департамента Манш представляют Эмманюэль Белле (Emmanuelle Bellée) и вице-мэр города Шербур-ан-Котантен Пьер-Франсуа Лежён (Pierre-François Lejeune) (оба — Социалистическая партия).
|                | Кандидаты                           | Партия                   | Первый тур | Первый тур     | Второй тур | Второй тур |
| Кол-во голосов | Кандидаты                           | Партия                   | % голосов  | Кол-во голосов | % голосов  |            |
| -------------- | ----------------------------------- | ------------------------ | ---------- | -------------- | ---------- | ---------- |
|                | Эмманюэль Белле Пьер-Франсуа Лежён  | Левый блок               | 1 467      | 44,99          | 1 674      | 51,21      |
|                | Фредерик Лекильбек Камилла Маргерит | Республиканцы            | 1 138      | 34,90          | 1 595      | 48,79      |
|                | Серж Девлен Дениз Лефретёр          | Национальное объединение | 379        | 11,62          |            |            |
|                | Николя Каллюо Жозетта Понту         | Разные правые            | 277        | 8,49           |            |            |

|                | Кандидаты                          | Партия                        | Первый тур | Первый тур     | Второй тур | Второй тур |
| Кол-во голосов | Кандидаты                          | Партия                        | % голосов  | Кол-во голосов | % голосов  |            |
| -------------- | ---------------------------------- | ----------------------------- | ---------- | -------------- | ---------- | ---------- |
|                | Фредерик Бастьян Анна Пик          | Социалистическая партия       | 2 071      | 36,37          | 2 802      | 51,94      |
|                | Кристин Донизальски Давид Маргерит | Союз за народное движение     | 1 738      | 30,52          | 2 593      | 48,06      |
|                | Клер Боржаль Марио Варро           | Национальный фронт            | 805        | 14,14          |            |            |
|                | Алина Ле Барбаншон Сильвен Шемен   | Левый фронт                   | 581        | 10,20          |            |            |
|                | Доминик Готье Блез Митле           | Союз демократов и независимых | 499        | 8,76           |            |            |